# Scotopteryx unipunctaria
Scotopteryx unipunctaria là một loài bướm đêm trong họ Geometridae.